# Cuchillo de Fuego
Cuchillo de Fuego (Eldkniv på svenska) är ett galiciskt hardcorepunk-band från Pontevedra i Spanien som bildades 2013. Hittills har de publicerat två album, Triple España (2014) och Megavedra (2017). Bandet är kopplat till Liceo Mutante kulturförening.

## Historia
Gitarristen Xosé Lois García (Sierpes de la Luz) och sångaren Juan F. Navazas (Los Collares de Perlas) grundade Cuchillo de Fuego 2013. Strax efter att basisten Álex Gayoso (Unicornibot och diola) och trummisen Berto Fojo (Djalminha) gick med. De spelade in sin första album, Triple España, i Estudios Montealto, belägen i A Coruña. Studioalbumet utgivet den 19 september 2014 på skivbolagen Chingaste la Confianza, Existencia, El Morro de Alf och Amawisca.
I slutet av 2016 ersatte Álvaro Gallego, en medlem av bandet Guerrera, Álex Gayoso på bas.
På 2017 gav ut de en split-EP, Cuchillo de Fuego/Extinción de los Insectos Split 12", med bandet från Madrid Extinción de los Insectos. Av de sju EP-låtarna är tre av Cuchillo de Fuego. Den 1 oktober 2017 redigerade bandet sitt andra album, Megavedra, på skivbolaget Humo. Albumet spelade in i inspelningsstudion La Cortina Roja, i A Coruña.
En musikvideo spelades in för låten "Nocturno" i Wakaliwood, i Kampala, Uganda. Videon regisserades av regissören Isaac Godfrey och innehåller också fotografier av Pontevedra.
På juli 2018 spelade Cuchillo de Fuego på festivalen Resurrection Fest i Viveiro, en av de mest populära festivalerna i Spanien.
Strax efter publiceringen av Megavedra lämnade Álvaro Gallego Cuchillo de Fuego, ersatt av Hugo Santeiro (Guerrera), och i början av 2018 lämnade Berto Fojo också bandet för att fokusera på sina personliga projekt, och tog sin plats i trummorna Guillermo García (Unicornibot).

## Diskografi

### Album
- 2014 – Triple España (Chingaste la Confianza, Existencia, El Morro de Alf, Amawisca)
- 2017 – Megavedra (Humo)

### Split-EP
- 2017 – Cuchillo de Fuego/Extinción de los Insectos Split 12" (Afeite al Perro, Amawisca)